# Abdoulaye Yerima Bakari
Abdoulaye Yerima Bakari, né en 1970 à Dogba (Maroua) est le Lamido de Maroua, chef traditionnel de premier degré et homme politique camerounais.

## Biographie
Abdoulaye Yerima Bakari est le petit-fils du lamido Mohamadou Sadjo, qui a régné sur le Lamidat de Maroua pendant 33 ans entre 1910 et 1943. Son père, Yérima Bakari est fait Lawan (gouverneur féodal) du canton de Dogba, situé à une trentaine de kilomètres de la ville de Maroua à la fin de la décennie 1930. À la mort de ce dernier en 1994, il lui succède à la tête du canton le 14 février 1995. Il y reste jusqu'à sa désignation comme Lamido de Maroua le 16 septembre 2023.
Il est marié à trois femmes et père de neuf enfants.

### Intronisation
Fils de Yérima Bakari, le Lamido Abdoulaye Yerima Bakari est le 16e monarque et le 13e de la dynastie régnante sur le Lamidat de Maroua depuis 1801. Il a succédé à son cousin Bakary Yérima Bouba Alioum qui a régné sur la chefferie entre 2003 et 2023. En septembre 2023, à l'âge de 53 ans, il monte sur le trône du Lamidat de Maroua, chefferie traditionnelle de premier degré dans le ressort territorial du département du Diamaré, Région de l'Extreme-Nord,.

## Parcours politique

### Membre titulaire du comité central du RDPC
Le lamido Abdoulaye Yerima Bakari est l'une des principales personnalités du parti au pouvoir. Il est membre titulaire du comité central du RDPC. De 2007 à 2020, il est maire de la commune de Maroua  2e,. 